# Anach
Anach is de naam van een bergpas in de fictieve wereld Midden-aarde van J.R.R. Tolkien.
Anach is een pas in Beleriand. Vanuit Dorthonion in het noorden liep de pas tussen de steile kliffen van de Ered Gorgoroth en de Crissaegrim naar het zuiden, niet ver verwijderd van Gondolin. Daar kwam de Anach uit in Dimbar, waar de rivier de Mindeb haar oorsprong vond.
Dorthonion werd gedurende de eerste Era veroverd door Morgoth en herdoopt tot Taur-nu-Fuin. Orks maakten op de Anach een pad en gebruikten de pas om overvallen te plegen op de landen ten zuiden ervan. Uiteindelijk zouden Dimbar en de noordelijke marken van Doriath veroverd worden door de Orks.
Na zijn vlucht uit Doriath zou Túrin Turambar bij de pas aankomen en gevonden worden door zijn vriend Beleg, die later in zijn zoektocht naar Túrin de Anach voor een tweede maal zou passeren.
Tijdens de Oorlog van Gramschap werd Beleriand grotendeels verwoest. Alhoewel nergens expliciet wordt vermeld dat de pas verdween ligt hij in het gebied dat vernietigd is en valt niet onder de gebieden die bewaard zijn gebleven: Lindon en een aantal eilanden.